# 罗璧 (军事人物)
罗璧（1244年—1309年），字仲玉，号竹溪，镇江丹徒（今江苏省镇江市）人，南宋末年、元朝初年军事人物。
罗璧年少丧父，事奉母亲以孝顺著称。善于骑射。跟随朱禩孙入蜀，为南宋利州西路马步军副总管。后来改镇江陵（今湖北省荆州市）。元世祖至元十二年（1275年）在江陵降附元将阿里海牙，被元朝授为管军千户，隶属于丞相阿术麾下。招收淮军，讨歙州反元势力有功，任本州安抚事。至元十五年（1278年）跟随张弘范定广南，升管军总管，镇守金山，海盗绝迹，改镇上海。至元十九年，奉丞相伯颜之命，为运粮万户，与朱清、张瑄等人由海道运粮四万余石北上，抵扬村，次年至大都（今北京），为元代海运漕粮之始。因运粮功进管军万户，兼管海道运粮。官至同知淮西道宣慰司事。又奉命括两淮屯田，请两淮荒闲之田给贫民耕种，每年得粟数十万斛。至元二十四年，乃颜在东北叛乱，元军前往征讨，他由海道运粮至辽阳，浮海抵锦州，接济军饷。为平定乃颜叛乱诸军立下功劳。元成宗大德初年，除广东道宣慰使都元帅。后任都水监（从二品），为解决通州水患，凿二渠以分水势，又疏浚整治阜通河（即坝河），沟通大都漕运。因病在镇江去世。